# Internazionali di Tennis di Baviera 2021
Gli Internazionali di Tennis di Baviera 2021, anche conosciuti come BMW Open by FWU per motivi di sponsorizzazione, sono stati un torneo di tennis giocato sulla terra rossa. È stata la 105ª edizione del torneo, facente parte dell'ATP Tour 250 nell'ambito dell'ATP Tour 2021. Il torneo si è giocato al MTTC Iphitos di Monaco di Baviera, in Germania, dal 26 aprile al 2 maggio 2021.

## Partecipanti

### Teste di serie
| Nazionalità | Giocatore           | Ranking* | Testa di serie |
| ----------- | ------------------- | -------- | -------------- |
| Germania    | Alexander Zverev    | 6        | 1              |
| Norvegia    | Casper Ruud         | 24       | 2              |
| Russia      | Aslan Karacev       | 28       | 3              |
| Serbia      | Filip Krajinović    | 33       | 4              |
| Georgia     | Nikoloz Basilašvili | 36       | 5              |
| Serbia      | Dušan Lajović       | 37       | 6              |
| Germania    | Jan-Lennard Struff  | 40       | 7              |
| Australia   | John Millman        | 43       | 8              |

* Ranking al 19 aprile 2021.

### Altri partecipanti
I seguenti giocatori hanno ricevuto una wild card per il tabellone principale:
- Yannick Hanfmann
- Philipp Kohlschreiber
- Maximilian Marterer

I seguenti giocatori sono entrati in tabellone come special exempt:
- Tarō Daniel

I seguenti giocatori sono passati dalle qualificazioni:

- Il'ja Ivaška
- Daniel Elahi Galán
- Mackenzie McDonald
- Cedrik-Marcel Stebe

### Ritiri
Prima del torneo
- Daniel Evans → sostituito da  Jahor Herasimaŭ
- Márton Fucsovics → sostituito da  Kwon Soon-woo
- Hubert Hurkacz → sostituito da  Thiago Monteiro
- Aslan Karacev → sostituito da  Norbert Gombos
- Yoshihito Nishioka → sostituito da  Pablo Cuevas
- Jannik Sinner → sostituito da  Sebastian Korda
- Lorenzo Sonego → sostituito da  Alexei Popyrin
- Stefano Travaglia → sostituito da  Andrej Martin
- Jiří Veselý → sostituito da  Federico Coria

## Partecipanti al doppio

### Teste di serie
| Nazione       | Giocatore      | Nazione     | Giocatore      | Ranking* | Testa di serie |
| ------------- | -------------- | ----------- | -------------- | -------- | -------------- |
| Stati Uniti   | Rajeev Ram     | Regno Unito | Joe Salisbury  | 25       | 1              |
| Australia     | John Peers     | Australia   | Luke Saville   | 62       | 2              |
| Belgio        | Sander Gillé   | Belgio      | Joran Vliegen  | 67       | 3              |
| Nuova Zelanda | Marcus Daniell | Austria     | Philipp Oswald | 71       | 4              |

* Ranking al 19 aprile 2021.

### Altri partecipanti
Le seguenti coppie hanno ricevuto una wildcard per il tabellone principale:
- Dustin Brown /  Peter Gojowczyk
- Marcelo Melo /  Miša Zverev

## Punti e montepremi
| Torneo          | V       | F       | SF      | QF     | 2T     | 1T     | Q    | Q2     | Q1     |
| Singolare       | 250     | 150     | 90      | 45     | 20     | 0      | 12   | 6      | 0      |
| Premi in denaro | €21 655 | €16 000 | €12 000 | €8 200 | €5 600 | €4 000 | N.D. | €2 050 | €1 130 |
| Doppio          | 250     | 150     | 90      | 45     | N.D.   | 0      | N.D. | N.D.   | N.D.   |
| Premi in denaro | €7 550  | €5 530  | €4 200  | €3 010 | N.D.   | €2 200 | N.D. | N.D.   | N.D.   |

## Campioni

### Singolare
Nikoloz Basilašvili ha sconfitto in finale  Jan-Lennard Struff con il punteggio di 6-4, 7-6(5).
- È il quinto titolo in carriera per Basilašvili, il secondo della stagione.

### Doppio
Wesley Koolhof /  Kevin Krawietz hanno sconfitto in finale  Sander Gillé /  Joran Vliegen con il punteggio di 4-6, 6-4, [10-5].